# Towarzystwo Przyjaciół Stargardu
Towarzystwo Przyjaciół Stargardu (TPS) – stowarzyszenie lokalne działające na rzecz promocji i rozwoju Stargardu i ziemi stargardzkiej, zarejestrowane w sierpniu 2000 roku. 

## Charakterystyka
Siedzibą TPS jest piwnica pod Ratuszem staromiejskim. Stowarzyszenie jest animatorem kultury na terenie miasta. 
Nadrzędne cele TPS to: pogłębianie w społeczeństwie wiedzy o dawnym i dzisiejszym Stargardzie, pielęgnowanie i rozwijanie poczucia tożsamości mieszkańców, promocja miasta, wspieranie inicjatyw kulturalnych. 
Głównymi inicjatywami towarzystwa było: uruchomienie Centrum Informacji Turystycznej w Stargardzie, zaproponowanie Radzie Miejskiej projektu flagi miasta, opracowanie i wytyczenie staromiejskiego szlaku Stargard – Klejnot Pomorza, organizacja Niedzielnych Spotkań Historycznych, działania na rzecz reaktywacji Stargardzkiej Kolei Wąskotorowej oraz wpisania jej do rejestru zabytków, także starania o zmianę nazwy miasta – usunięcie przymiotnika "Szczeciński" (w 2000 roku zakończone niepowodzeniem; inicjatywa została ponowiona w 2008 roku i doprowadziła dwa lata później do przeprowadzenia konsultacji społecznych - ostatecznie miasto zmieniło nazwę na Stargard 1 stycznia 2016 r.).
W piwnicy Towarzystwa Przyjaciół Stargardu cyklicznie odbywają się imprezy kulturalne (m.in. występy kabaretów, grup muzycznych i teatralnych). Jest to także miejsce spotkań Stargardzkiego Porozumienia Rowerowego. Towarzystwo jest wydawcą książek i przewodników o tematyce lokalnej.
Prezesem TPS (od 2000 r.) jest Jan Zenkner.